# Гори Чакчар
Гори Чакчар — один з елементів системи Гісарського хребта, що знаходиться в межах території Узбекистану.
Центральна вододільна ділянка Гісарського хребта тягнеться на сотні кілометрів та на різних ділянках отримує додаткові назви. Зокрема, відтинок між перевалом Харкуш (лежить на південь від гори Чімбай) на півночі та перевалом Чакчар на півдні має назву гір Чакчар. Вони розділяють верхні частини сточищ Катта-Урадар'ї (лівобережна частина басейну Кашкадар'ї) та Сангардакдар'ї (права притока Сурхандар'ї).
Найвищою вершиною гір Чакчар є Карасан (Харасан), що здіймається на 3749 метрів.
На захід від гір Чакчар тягнеться відріг Гісарського хребта, який розділяє сточища Катта-Урадар'ї (на півночі) та Кічик-Урадар'ї (на півдні). Серед його гірських масивів можливо назвати Карасирт (2482 м), Кантау (2024 м), Бабасурак (1802 м), Кайпантау (1428 м). Кічик-Урадар'я після проходження через Дехканабадське водосховище довертає на північ і прорізає західне завершення відрога, а далі зливається з Катта-Урадар'єю в Гузардар'ю (злиття відбувається вже в межах Яккабазького хребта у Пачкамарському водосховищі).